# Józef (imię)
Józef (hebr. יוסף – Josef) – imię męskie pochodzenia biblijnego. Wywodzi się od patriarchy Józefa, syna Jakuba i Racheli; oznacza ono „niech przyda Jahwe”. Jest to skrócona forma imienia Josifiasz: „(by) Jah dodał (pomnożył)”. W zdrobnieniach występuje w formach: Józek, Józefek, Józuś, Ziutek, Józio.
Józef imieniny obchodzi: 1 stycznia, 19 stycznia, 29 stycznia, 4 lutego, 14 lutego, 15 lutego, 19 lutego, 28 lutego, 1 marca, 17 marca, 19 marca, 23 marca, 24 marca, 3 kwietnia, 4 kwietnia, 7 kwietnia, 17 kwietnia, 27 kwietnia, 30 kwietnia, 1 maja, 9 czerwca, 23 czerwca, 28 czerwca, 3 lipca, 4 lipca, 7 lipca, 22 lipca, 25 sierpnia, 27 sierpnia, 31 sierpnia, 18 września, 24 października, 27 października, 8 listopada, 14 listopada, 15 listopada, 25 listopada i 24 grudnia.
Żeńskie odpowiedniki: Józefa, Józefina

## Statystyka
W 2018 roku zarejestrowano 464 chłopców, którym nadano imię Józef, a w 2017 roku zarejestrowano 347..
Należy do najpopularniejszych imion męskich w Polsce. W 2022 imię to nosiło 222884 obywateli Rzeczypospolitej Polskiej (28. miejsce wśród imion męskich).
W 2024 roku imię to nosiło w Polsce 204 623 mężczyzn.

## Wersje w innych językach
- język angielski – Joseph, Joe
- język arabski – يوسف (=Yūsuf)
- język białoruski – Язэп (czyt. Jazep)
- język bułgarski – Йосиф
- język chorwacki – Josip
- język czeski – Josef, Jožin
- język esperanto – Jozefo
- język hiszpański – José, Pepe
- język francuski – Joseph
- język kataloński – Josep, zdrobniale: Peppe lub Pep
- łacina – Iosephus
- język niderlandzki – Jozef
- język niemiecki – Josef, Joseph
- język norweski – Josef
- język portugalski – José
- język rosyjski – Ио́сиф, Осип
- język serbski – Josif
- język słoweński – Jozef
- język szwedzki – Josef
- etnolekt śląski – Zefel (zdr. Zeflik), Jozef
- język turecki - Yusuf
- język ukraiński – Йосип (czyt. Josyp)
- język węgierski – József
- język wilamowski – Juza
- język japoński – ヨセフ
- język włoski – Giuseppe

## Znane osoby noszące to imię
- Józef – biblijny patriarcha
- Józef II – cesarz rzymsko-niemiecki, król Czech i Węgier, arcyksiążę Austrii
- Józef – patriarcha serbski (karłowicki) i serbski działacz narodowy

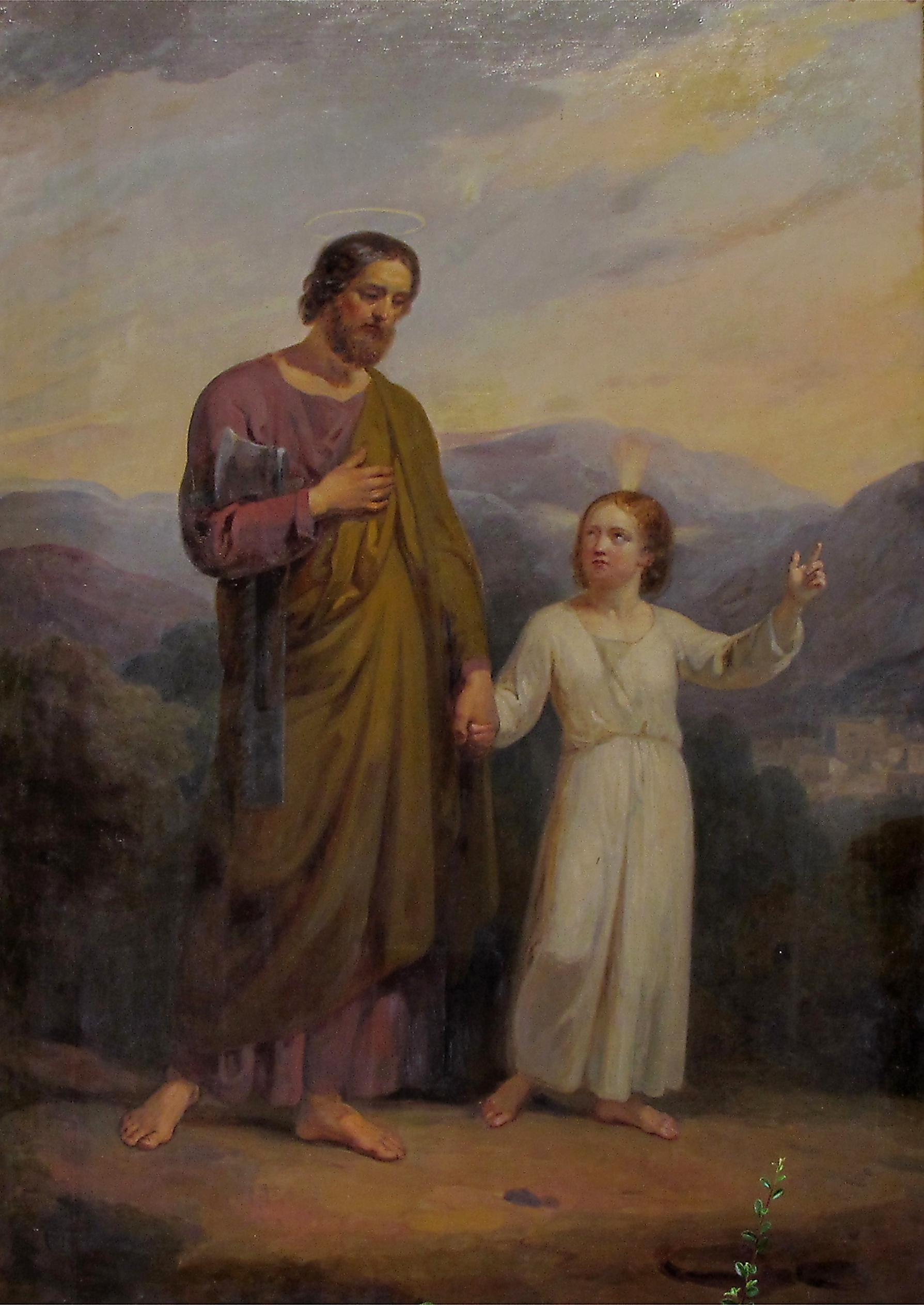
Św. Józef

- Św. JózefJózef z Nazaretu (Święty Józef) – mąż Maryi, opiekun Jezusa (wspomnienie liturgiczne: 19 marca)
- József Antall – węgierski polityk
- Josef Franz Karl Amrhyn – szwajcarski polityk
- Josef Barac – izraelski polityk
- Joseph Barbera – amerykański twórca filmów rysunkowych
- José Manuel Durão Barroso – portugalski polityk
- Józef Beck – minister spraw zagranicznych II RP
- Josip Broz Tito – przywódca komunistycznej Jugosławii
- Józef Budniak – polski prezbiter katolicki i teolog, znawca ekumenizmu, profesor Uniwersytetu Śląskiego
- Josef Burg – izraelski polityk
- Chajjim Josef Cadok – izraelski polityk
- Josef Čapek – czeski malarz i pisarz
- Josep Carreras – kataloński śpiewak
- Józef Chłopicki – polski generał
- Joseph Conrad – brytyjski pisarz pochodzenia polskiego
- José Cura – argentyński śpiewak operowy
- Józef Cyrankiewicz – wieloletni premier PRL
- Józef Dietl – polsko-austriacki lekarz, polityk, profesor, prezydent Krakowa
- Josef Dobrovský – czeski filolog, jeden z kodyfikatorów nowoczesnej czeszczyzny
- Józef Maria Escrivá de Balaguer – święty katolicki, twórca Opus Dei
- Joseph Faber – luksemburski polityk
- Josef Fischer – izraelski polityk
- Józef Flawiusz – żydowski historyk
- Giuseppe Garibaldi – bojownik o zjednoczenie Włoch
- Józef Glemp – kardynał, prymas Polski
- Joseph Goebbels – minister propagandy Trzeciej Rzeszy
- Josef Goldschmidt – izraelski polityk
- Joseph Haydn – austriacki kompozytor okresu klasycyzmu
- Josef Jona – izraelski polityk
- Józef Ignacy Kraszewski – polski pisarz
- Josef Kremerman – izraelski polityk
- Józef Koczapski – polski rzeźbiarz i snycerz
- Józef Korzeniowski – pisarz (Joseph Conrad)
- Osyp Kuryłas – ukraiński malarz i grafik
- Josef Kusznir – izraelski polityk
- Josef-Micha’el Lamm – izraelski polityk
- Józef Łuszczek – polski narciarz klasyczny
- Joseph Mahmud – belizeński polityk
- Giuseppe Meazza – włoski piłkarz
- Józef Machowski – inżynier
- Osip Mandelsztam – rosyjski poeta i prozaik

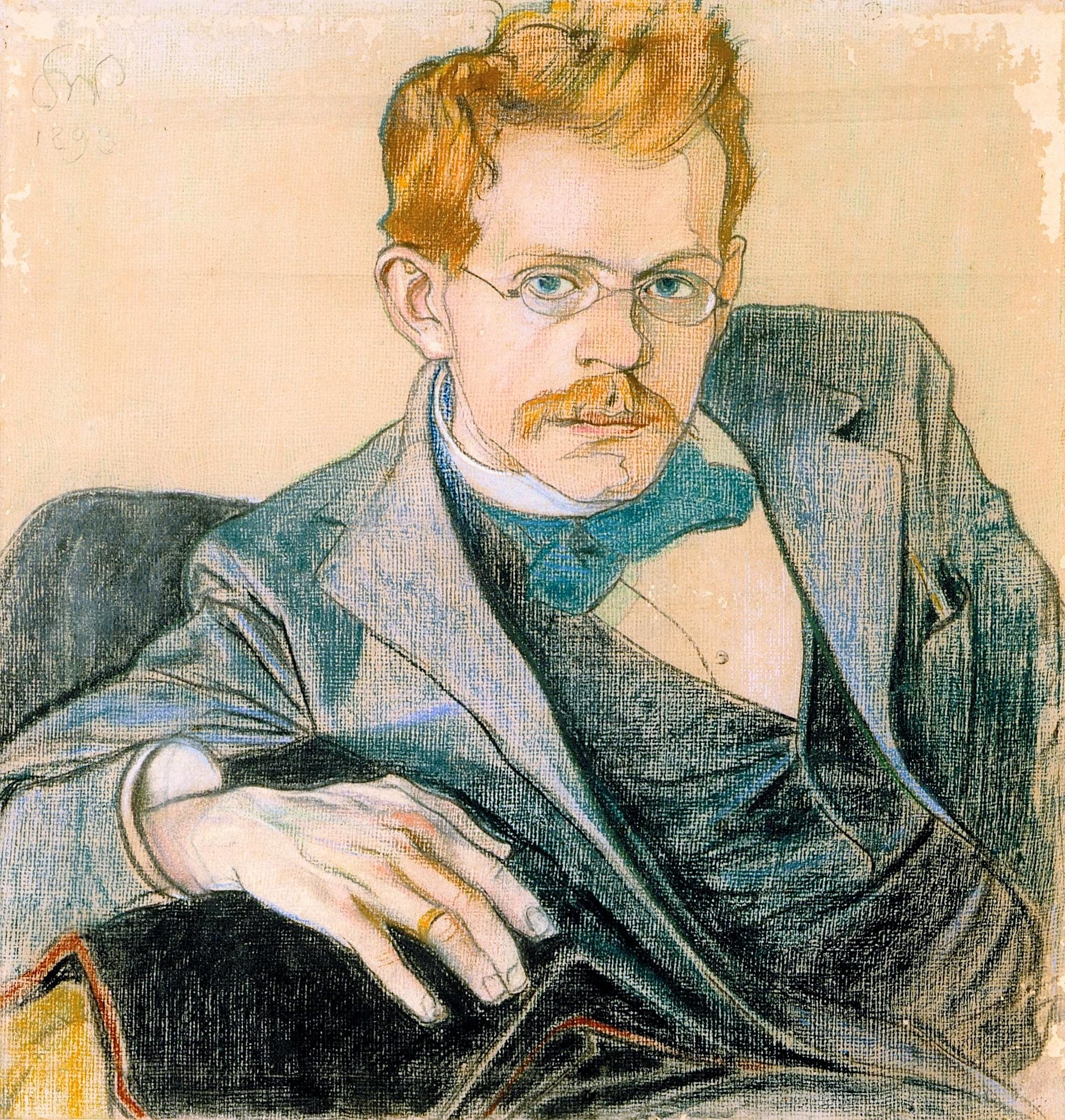
Józef Mehoffer - malarz

- Józef Mehoffer - malarzJózef Mehoffer – polski malarz, witrażysta i grafik
- Josef Mengele – faszystowski lekarz, zbrodniarz wojenny
- Joseph Merrick – ""Człowiek Słoń""
- Józef Młynarczyk – polski piłkarz i trener (bramkarz)
- Józef Piłsudski – polski wojskowy i polityk, Marszałek Polski
- Józef Rainczuk – polski judoka i trener judo
- Joseph Ratzinger, papież Benedykt XVI
- Josef Rom – izraelski polityk
- Josef Sapir – izraelski polityk
- Josef Serlin – izraelski polityk
- Joseph Smith – pierwszy prorok mormonów
- Józef Stalin – przywódca ZSRR
- Josef Szagal – izraelski polityk
- Josef Szofman – izraelski polityk
- Józef Tischner – polski prezbiter katolicki i filozof, profesor Papieskiej Akademii Teologicznej, kawaler Orderu Orła Białego
- Giuseppe Verdi – kompozytor włoski
- Josef Wanunu – izraelski polityk
- Joseph Wittig – niemiecki pisarz i teolog

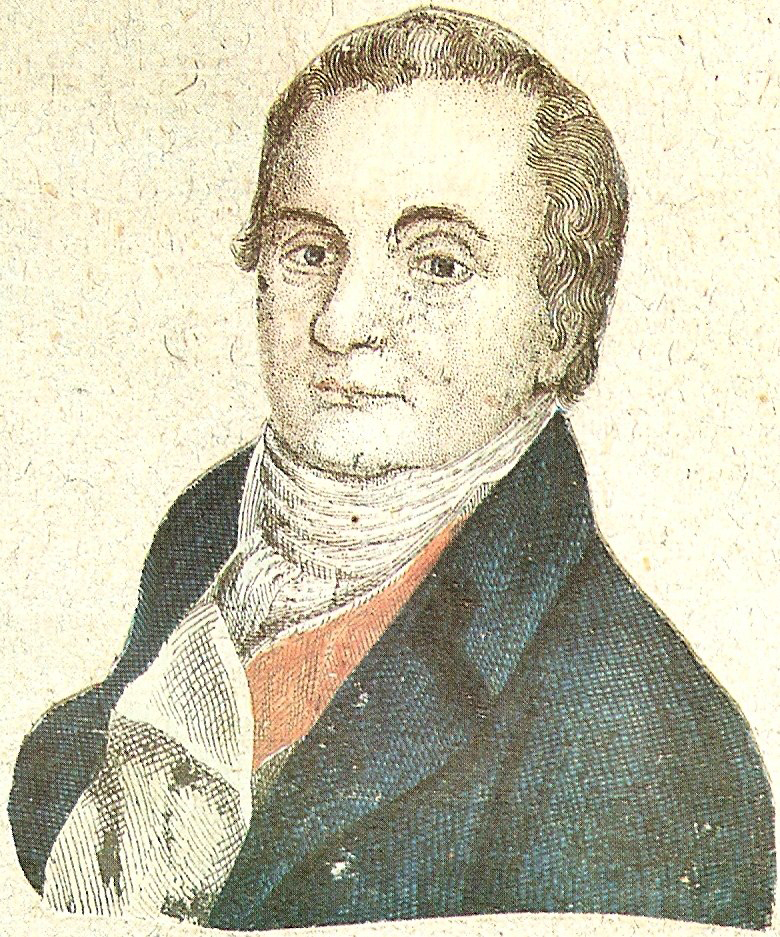
Józef Wybicki

- Józef WybickiJózef Wybicki – polski pisarz i polityk

## Osoby błogosławione i święte
- błogosławiony Józef – ujednoznacznienie
- święty Józef – ujednoznacznienie